# Froelich G. Rainey
Froelich Gladstone Rainey (* 18. Juni 1907 in Black River Falls, Wisconsin; † 11. Oktober 1992 in St Austell, Cornwall) war ein US-amerikanischer Anthropologe und Archäologe am University of Pennsylvania Museum of Archaeology and Anthropology.

## Leben
Rainey wuchs auf einer Rinderfarm in Montana auf. Er besuchte die University of Chicago (Bachelor in Englischer Literatur 1927) und die American School in Frankreich und wollte zunächst Romanautor werden.
1929 fuhr Rainey mit dem Schiff nach China, um die Innere Mongolei zu besuchen. Bedingt durch die einsetzende Weltwirtschaftskrise fand er sich mittellos wieder und musste sich als Matrose durchschlagen, später als Englischlehrer auf der Philippinen-Insel Luzon. Später konnte er für das Peabody Museum of Natural History Feldforschungen in Puerto Rico durchführen, wo er die Crab-Kultur und die Conch-Kultur identifizierte, und 1935 an der Yale University einen Ph.D. erwerben. 1936 wurde er Assistent von Otto Geist bei dessen Arbeiten auf den Inseln der Beringsee und nahm eine Stellung an der University of Alaska Fairbanks an.
Gemeinsam mit Helge Larsen unternahm Rainey 1939 eine Expedition nach Point Hope, wo sie mit J. Louis Giddings wichtige Forschungen zur prähistorischen und zur zeitgenössischen Kultur der Ipiutak (Iñupiat) durchführten. Während des Zweiten Weltkriegs diente Rainey unter anderem in einer Mission in Ecuador, die die Versorgung der Streitkräfte mit dem Malaria-Mittel Chinin sicherstellen sollte. Ab 1944 arbeitete er im diplomatischen Dienst. Im besetzten Deutschland setzte er sich für Hilfen zum Wiederaufbau ein, die in den Marshallplan mündeten.
Ab 1947 leitete Rainey das Penn Museum, das Universitäts-Museum der University of Pennsylvania (University of Pennsylvania Museum of Archaeology and Anthropology), war aber vorübergehend auch noch für eine Vorläufer-Organisation der Central Intelligence Agency tätig, unter anderem, um Spione nach Afghanistan zu schleusen, die als Archäologen getarnt waren. An der University of Pennsylvania hatte er auch eine Professur für Archäologie inne.
Rainey galt als sehr erfolgreich im Anwerben von Spendengeldern für sein Museum und für andere Museen sowie für das Museum Applied Science Center for Archaeology (MASCA), eine Forschungseinrichtung zur Untersuchung von Fundstücken bei Ausgrabungen. Am MASCA wurden unter anderem die Luftbildarchäologie, die Radiokarbonmethode und die Thermolumineszenzdatierung weiterentwickelt. Selbst leitete er unter anderem Ausgrabungen in Tikal (Guatemala) und Sybaris (Italien).
Froelich Rainey ist bekannt als Gastgeber der Fernsehshow What in the World, bei der Wissenschaftler überlegen sollten, welchen Zweck, welche Herkunft und welches Alter bestimmte Museumsstücke hatten. Die Sendung lief ab 1949 insgesamt 15 Jahre lang im amerikanischen Fernsehen (u. a. WCAU) und erhielt unter anderem den Peabody Award. Ende der 1950er Jahre war Rainey Präsident des International Congress of the Anthropological and Ethnological Sciences, Anfang der 1960er Jahre Direktor der American Association of Museums. 1971 wurde er in die American Academy of Arts and Sciences gewählt.
1977 ging Rainey als Museumsdirektor in den Ruhestand, seinen Alterssitz wählte er in Cornwall. Froelich Rainey war zweimal verheiratet. Aus erster, geschiedener Ehe mit Penelope Lewis stammten zwei Töchter, von denen eine früh starb. Seine zweite Ehefrau Marina Cippico überlebte ihn.